# Steve Israel
Steven J. Israel dit Steve Israel, né le 30 mai 1958 à New York, est un homme politique américain, représentant démocrate de l'État de New York à la Chambre des représentants des États-Unis de 2001 à 2017.

## Biographie
Au début des années 1980, il fait partie de l'équipe du représentant Richard Ottinger. Il siège au sein du conseil municipal de Huntington de 1993 à 2001.
Lors des élections de 2000, il se présente à la Chambre des représentants des États-Unis dans le 2e district de l'État de New York, sur Long Island. Le représentant sortant, le républicain Rick Lazio, est candidat au Sénat face à Hillary Clinton. Israel fait campagne sur une baisse des impôts, le travail bipartisan et l'accès aux soins. Il est élu représentant avec 47,9 % des voix, devant la républicaine Joan Johnson à 34,9 %. Il est réélu avec 58,5 % des suffrages en 2002. Il est facilement reconduit entre 2004 et 2008, avec des scores compris entre 66 et 71 % des voix. Il obtient un nouveau mandat en 2010, avec 56,3 % des voix.
Il prend la tête du Democratic Congressional Campaign Committee en 2011. Sous sa présidence, les démocrates gagnent 8 sièges en 2012 mais en perdent 13 en 2014.
Avant les élections de 2012, son district est redécoupé et devient le 3e district. Il s'étend désormais du Queens au comté de Suffolk en passant par le comté de Nassau Il est réélu avec 57,8 % des suffrages. En 2014, il n'est réélu qu'avec 54,8 % des voix face à Grant Lally, son plus mauvais résultat depuis sa première élection.
Le 5 janvier 2016, il annonce qu'il ne est pas candidat à sa réélection lors des élections de novembre 2016. Cette annonce est considérée une surprise,.

## Positions politiques
Steve Israel est un démocrate centriste, proche conseiller de Nancy Pelosi.